# Luis Grill Prieto
Luis Grill Prieto (* 1923; † 21. April 2011 in Guatemala-Stadt, Guatemala) war ein chilenisch-argentinischer Fußballtrainer.

## Leben
Luis Grill kam 1963 nach Guatemala, wo er mit dem CSD Municipal in der Saison 1963/64 auf Anhieb den guatemaltekischen Meistertitel gewann. Drei Jahre später gewann er mit dem mexikanischen Club León die Copa México in der Saison 1966/67. Anschließend kehrte er zu Municipal zurück und gewann mit dem Verein 1969 den guatemaltekischen Pokalwettbewerb sowie im folgenden Jahr einen weiteren Meistertitel.
Nach diesem Triumph wechselte er zum mexikanischen Hauptstadtverein América, den er im zweiten Halbjahr 1970 trainierte. In den folgenden zwei Jahrzehnten trainierte er weitere mexikanische Vereine, wie die Tecos de la U.A.G. (1985), Atlético Potosino (1987/88) und die Tiburones Rojos de Veracruz.
Außerdem trainierte er den chilenischen Club Universidad Católica.
In den 1990er Jahren arbeitete er im Nachwuchsbereich seines Exvereins CSD Municipal und gilt als Entdecker des guatemaltekischen Rekordnationalspielers Carlos „el Pescado“ Ruiz.
Zuletzt war er von 2000 bis kurz vor seinem Tod als Trainer des Nachwuchsbereiches beim guatemaltekischen CSD Comunicaciones engagiert.
Luis Grill starb am 21. April 2011 an den Folgen eines Darmleidens.

## Erfolge
- Guatemaltekischer Meister: 1964, 1970
- Mexikanischer Pokalsieger: 1967
- Guatemaltekischer Pokalsieger: 1969